# 2012 في رومانيا
فيما يلي قوائم الأحداث التي وقعت خلال عام 2012 في رومانيا.

## سياسة

### تعيين في المنصب
- 7 مايو – فيكتور بونتا قائمة رؤساء وزراء رومانيا.
- 3 يوليو – فاليريو زغونيا President of the Chamber of Deputies of Romania [الإنجليزية]‏.
- 1 ديسمبر – جيورجي بيكالي عضو مجلس النواب في رومانيا.
- 19 ديسمبر – إيلينا أودريا عضو مجلس النواب في رومانيا.
- 19 ديسمبر – غابريلا فيريا عضو مجلس شيوخ رومانيا ‏.
- 19 ديسمبر – غابرييل أوبريا عضو مجلس شيوخ رومانيا ‏.

### انتهاء فترة المنصب
- 6 فبراير – إميل بوك قائمة رؤساء وزراء رومانيا.
- 9 فبراير – إيلينا أودريا Minister of Tourism and Regional Development of Romania ‏،عضو مجلس النواب في رومانيا.
- 20 يونيو – أدريان ناستاسه عضو مجلس النواب في رومانيا.
- 18 ديسمبر – أنغيل يوردانيسكو عضو مجلس شيوخ رومانيا ‏.
- 19 ديسمبر – غابرييل أوبريا عضو مجلس النواب في رومانيا.

## موسيقى

### أغاني
من الأغاني التي صدرت هذه السنة في رومانيا:
- 4 مايو – كاليانتي من غناء إينا.

## وفيات

### يوليو
- 13 يوليو – شلومو بنتين (مواليد 1946) نفساني إسرائيلي.